# Saturday Night Live
Saturday Night Live er et Tv-program som har været vist siden 11. oktober 1975 på det amerikanske TV-netværk NBC. SNL er et af fåtal underholdningsprogrammer i bedste sendetid i USA som sendes direkte, hvilket giver programmet en speciel og unik nerve.[kilde mangler] Hver lørdag har programmet en gæsteartist som tilmed præsenterer det, gæsteartisten medvirker også i en eller flere af de sketches, der altid er med, vedkommende fremfører eventuelt også et sangnummer eller andet musikalsk indslag.
SNL følger som oftest et standardformat; det begynder med en sketch, som for det meste afsluttes med ordene Live from New York, it's Saturday Night, hvorefter forteksterne kommer på. Derefter fremfører ugens gæst en monolog, der så gerne efterfølges af en parodi på en aktuel tv-reklame. Resten af programmet består af diverse sketcher og et eller to optrædener af gæsteartisten. Mange af sketcherne indeholder imitationer af kendte personer.
Showet — som transmitteres live fra studie 8H fra NBC’s studier i GE Building (indtil 1988 RCA Building) i New Yorks Rockefeller Center — har været affyringsrampe for mange af de mest populære komikere i USA i de sidste 30 år siden programmets start. Det blev oprindeligt skabt af canadieren Lorne Michaels som, udover en pause fra 6. til 10. sæson har produceret og skrevet til showet.

## Historie
1974 ønskede Johnny Carson, som dengang var vært for Tonight Show, ikke længere at lave lørdagsprogrammet Best of Carson. Tv-netværket NBC behøvede derfor en erstatning for dette populære program; forskellige idéer blev prøvet af, indtil man ansatte en ung canadier, Lorne Michaels, som fik opgave at producere et show i New York. Programmet fik til huse i et ombygget radiostudie, som bl.a. tidligere havde huset NBC Symphony Orcestra.
Det første Saturday Night Live program blev sendt den 11. oktober 1975, med George Carlin som vært. Dengang blev det kaldt NBC's Saturday Night, da konkurrenten ABC dengang sendte et andet program på samme tidspunkt med navnet Saturday Night Live with Howard Cosell. Da ABC’s program blev lukket ned, tog man i NBC navnet Saturday Night Live i stedet.
I det oprindelige ensemble indgik Dan Aykroyd, Chevy Chase, John Belushi, Gilda Radner, Jane Curtin, Laraine Newman og Garrett Morris. I 1977 blev Chevy Chase erstattet af Bill Murray, efter Chase havde forladt showet for at forsøge sig med en filmkarriere. Paul Shaffer havde ansvaret for musikken fra 1975 til 1980. Andre som jævnligt medvirkede på en eller anden måde var tekstforfatteren Al Franken og skuespilleren Harry Shearer, som senere har medvirket i flere film og tv-programmer , inklusiv The Simpsons. Andre var Steve Martin og Andy Kaufman, han opførte sig dog på et tidspunkt så upassende, at publikum stemte for at han aldrig mere skulle medvirke i showet.
Efter 1979 sæsonen forlod Dan Aykroyd og John Belushi programmet, mens Lorne Michaels gik efter den femte sæson, tæt fulgt af resten af de oprindelige skuespillere og tekstforfattere. Jean Doumanian tog derpå over fra 1980 og fik et helt nyt skuespiller- og forfatterhold ind. Det nye show døjede allerede fra starten med en række problemer, idet det blev ikke anset som særligt morsomt af hverken kritikere eller publikum. NBC forsøgte sig med flere andre sketchprogrammer, men gav alligevel SNL en ny chance, da man tog Dick Ebersol ind som erstatning for Jean Doumanian. Ebersol havde tidligere medvirket og skrevet materiale til det. Han skilte sig af med alle skuespillerne på nær Eddie Murphy og Joe Piscopo. Eddie Murphy havde været med nogle få gange under Jean Doumanians show, men nu blev han en af de store stjerner i den nye version af programmet og fik seertallet til atter at stige. Dick Ebersol forlod igen showet efter 1985 sæsonen, hvor Lorne Michaels vendte tilbage.

## Medvirkende

### Skuespillere
Faste samt såkaldt featured players i Saturday Night Live for sæsonen 2018/2019 (debutår i parentes):
- Beck Bennett ( 2013 )
- Aidy Bryant ( 2012 )
- Kate McKinnon ( 2013 )
- Michael Che ( 2014 )
- Leslie Jones ( 2014 )
- Cecily Strong ( 2013 )
- Colin Jost ( 2014 )
- Pete Davidson ( 2014 )
- Kenan Thompson ( 2003 )
- Kyle Mooney ( 2013 )

- Mikey Day ( 2013 )
- Heidi Gardner ( 2017 )
- Alex Moffat ( 2016 )
- Melissa Villaseñor ( 2016 )
- Chris Redd ( 2017 )
- Ego Nwodim ( 2018 )

### Værter
Følgende kunstnere har været vært for Saturday Night Live mindst fem gange. (Pr. 1/05-2014
- Alec Baldwin (16 gange)
- Steve Martin (15)
- John Goodman (12)
- Buck Henry (10)
- Tom Hanks (10)
- Chevy Chase (8)
- Christopher Walken (7)
- Danny DeVito (6)
- Elliott Gould (6)
- Drew Barrymore (6)
- Candice Bergen (5)
- Bill Murray (5)
- Justin Timberlake (5)

### Musikalske gæster
Følgende kunstnere har optrådt i Saturday Night Live mindst fem gange.(Pr. 1/10-11)
- Dave Grohl (10 gange)
- Paul Simon (9)
- Tom Petty ( 8)
- Randy Newman (6)
- James Taylor (6)
- Beck (6)
- Foo Fighters (6)
- Sting (5)
- Dave Matthews (5)
- Eminem (5)
- Ariana Grande
- BTS

## Film som er baseret på sketches fra SNL
- The Blues Brothers (1980)
- Gilda Live (1981)
- Bob Roberts
- Mr. Saturday Night
- Mr. Bill's Real Life Adventures (1986)
- Wayne's World (1992)
- Wayne's World 2 (1993)
- Coneheads (1993)
- It's Pat! (1994)
- Stuart Saves His Family (1995)
- A Night at the Roxbury (1998)
- Blues Brothers 2000 (1998)
- Superstar (1999)
- The Ladies Man (2000)
- MacGruber (2010)